# Серебрянник
Серебрянник — деревня в Ядровской волости Псковского района Псковской области.
Расположена на берегу реки Многа, в 3 км к юго-востоку от южной границы Пскова и деревни Черёха.
| 2001 | 2002 | 2010 |
| ---- | ---- | ---- |
| 9    | ↗10  | ↗12  |